# Llanura de Dōgo
La llanura de Dōgo (道後平野 Dōgo-heiya?) es una llanura que formaron los ríos Shigenobu e Ishite, que corren en la zona occidental de la Isla de Shikoku. Es una llanura aluvial costera que se extiende a lo largo de unos 20 km en sentido este-oeste, y unos 17 km en sentido norte-sur. Sobre esta llanura se encuentran las ciudades de Matsuyama y Toon, y el Distrito de Iyo.

## Características
Se extiende por las ciudades de Matsuyama, Iyo y Toon; y los pueblos de Tobe y Masaki. Está rodeada hacia el norte por la zona montañosa de la península de Takanawa, y hacia el sur por la Cadena Montañosa de Shikoku.
Además de los dos ríos principales (Shigenobu e Ishite), también la zurcan los ríos Misaka (三坂川 Misaka-gawa?), Ono (小野川 Ono-gawa?), Nakano (中ノ川 Nakano-gawa?) y Domoto (堂本川 Dōmoto-gawa?). Entre todos, la cuenta del Río Shigenobu abarca aproximadamente la mitad de la llanura. El Río Misaka forma en el Pueblo de Tobe unos acantilados escalonados, sobre los cuales se pueden observar núcleos poblacionales.
- Datos: Q9023219